# Flemingsberg
Flemingsberg est une communauté urbaine de la ville de Stockholm. Elle est située dans la commune d'Huddinge et compte environ 12 000 habitants.
La plupart des bâtiments ont été construits à l'aide du Programme million.